# Liste des magasins de Paris protégés aux monuments historiques
Cet article recense les magasins de Paris protégés aux monuments historiques.

## Méthodologie
La liste prend en compte les édifices de type « magasin de commerce », situés à Paris et inscrits au titre des monuments historiques. Dans la majeure partie des cas, les éléments classés sont la devanture du magasin ou sa décoration intérieure.

## Liste
Le type de magasin correspond à sa destination initiale ; dans de nombreux cas, cette destination a changé. La date correspond à l'année d'inscription.
| Monument                                       | Arrt | Adresse                                                                        | Coordonnées                      | Notice         | Protection | Date      | Illustration                                   |
| ---------------------------------------------- | ---- | ------------------------------------------------------------------------------ | -------------------------------- | -------------- | ---------- | --------- | ---------------------------------------------- |
| Bar-restaurant « Au chien qui fume »           | 1er  | 33 rue du Pont-Neuf                                                            | 48° 51′ 41″ nord, 2° 20′ 42″ est | « PA00085783 » | Inscrit    | 1984      | Bar-restaurant « Au chien qui fume »           |
| Boutique                                       | 1er  | 14 rue de La Sourdière                                                         | 48° 51′ 57″ nord, 2° 19′ 56″ est | « PA00085785 » | Inscrit    | 1984      | Boutique                                       |
| Boutique « Au gagne petit »                    | 1er  | 23 avenue de l'Opéra                                                           | 48° 52′ 01″ nord, 2° 20′ 03″ est | « PA00085922 » | Inscrit    | 1983      | Boutique « Au gagne petit »                    |
| Café-Bar                                       | 1er  | 3 rue Étienne-Marcel                                                           | 48° 51′ 49″ nord, 2° 21′ 02″ est | « PA00085786 » | Inscrit    | 1984      | Café-Bar                                       |
| Café-Bar                                       | 1er  | 91 rue Saint-Denis 79 rue Rambuteau                                            | 48° 51′ 44″ nord, 2° 20′ 58″ est | « PA00085788 » | Inscrit    | 1984      | Café-Bar                                       |
| Café-Bar « Le cochon à l'oreille »             | 1er  | 15 rue Montmartre                                                              | 48° 51′ 52″ nord, 2° 20′ 43″ est | « PA00085787 » | Inscrit    | 1984      | Café-Bar « Le cochon à l'oreille »             |
| Charvet Place Vendôme                          | 1er  | 28 place Vendôme                                                               | 48° 52′ 05″ nord, 2° 19′ 49″ est | « PA00085824 » | Inscrit    | 1928      | Charvet Place Vendôme                          |
| Crémerie                                       | 1er  | 25 rue Danielle-Casanova                                                       | 48° 52′ 05″ nord, 2° 19′ 53″ est | « PA00085793 » | Inscrit    | 1984      | Crémerie                                       |
| Enseigne                                       | 1er  | 31 rue de la Ferronnerie                                                       | 48° 51′ 37″ nord, 2° 20′ 48″ est | « PA00085888 » | Inscrit    | 1984      | Enseigne                                       |
| Enseigne                                       | 1er  | 127 rue Saint-Denis                                                            | 48° 51′ 47″ nord, 2° 20′ 59″ est | « PA00085934 » | Inscrit    | 1984      | Enseigne                                       |
| Épicerie                                       | 1er  | 9 rue Pierre-Lescot                                                            | 48° 51′ 45″ nord, 2° 20′ 54″ est | « PA00085803 » | Inscrit    | 1984      | Épicerie                                       |
| Épicerie                                       | 1er  | 95 rue Saint-Honoré                                                            | 48° 51′ 41″ nord, 2° 20′ 35″ est | « PA00085804 » | Inscrit    | 1984      | Épicerie                                       |
| Pharmacie « Au Bourdon d'or »                  | 1er  | 93 rue Saint-Honoré                                                            | 48° 51′ 41″ nord, 2° 20′ 36″ est | « PA00085951 » | Inscrit    | 1984      | Pharmacie « Au Bourdon d'or »                  |
| La Samaritaine                                 | 1er  | 19 rue de la Monnaie 34 rue de l'Arbre-Sec 67 rue de Rivoli 1 rue du Pont-Neuf | 48° 51′ 34″ nord, 2° 20′ 33″ est | « PA00086005 » | Inscrit    | 1990      | La Samaritaine                                 |
| Café-Bar                                       | 2e   | 143 rue Saint-Denis                                                            | 48° 51′ 52″ nord, 2° 21′ 01″ est | « PA00086013 » | Inscrit    | 1984      | Café-Bar                                       |
| Charcuterie                                    | 2e   | 6 rue des Petits-Carreaux                                                      | 48° 51′ 59″ nord, 2° 20′ 50″ est | « PA00086014 » | Inscrit    | 1984      | Charcuterie                                    |
| Caffè Stern                                    | 2e   | 47 passage des Panoramas                                                       | 48° 52′ 15″ nord, 2° 20′ 30″ est | « PA00086090 » | Inscrit    | 2009      | Caffè Stern                                    |
| Marchand de café « Au Planteur »               | 2e   | 10, 12 rue des Petits-Carreaux                                                 | 48° 52′ 00″ nord, 2° 20′ 50″ est | « PA00086084 » | Inscrit    | 1984      | Marchand de café « Au Planteur »               |
| Marchand de liège                              | 2e   | 10 rue Tiquetonne                                                              | 48° 51′ 52″ nord, 2° 20′ 58″ est | « PA00086079 » | Inscrit    | 1984      | Marchand de liège                              |
| Pâtisserie « Stohrer »                         | 2e   | 51 rue Montorgueil                                                             | 48° 51′ 55″ nord, 2° 20′ 49″ est | « PA00086069 » | Inscrit    | 1984      | Pâtisserie « Stohrer »                         |
| La Samaritaine de luxe                         | 2e   | 25 à 29 boulevard des Capucines 18 à 24 rue Daunou                             | 48° 52′ 12″ nord, 2° 19′ 50″ est | « PA00086082 » | Inscrit    | 1981      | La Samaritaine de luxe                         |
| Bijouterie « Clerc »                           | 2e   | 4 place de l'Opéra 11 boulevard des Capucines 34 rue du Quatre-Septembre       | 48° 52′ 14″ nord, 2° 19′ 58″ est | « PA00125452 » | Inscrit    | 1993 2006 | Bijouterie « Clerc »                           |
| Boulangerie                                    | 3e   | 29 rue de Poitou 15 rue de Saintonge                                           | 48° 51′ 42″ nord, 2° 21′ 44″ est | « PA00086101 » | Inscrit    | 1984      | Boulangerie                                    |
| Boutique                                       | 3e   | 13 rue Michel-le-Comte                                                         | 48° 51′ 44″ nord, 2° 21′ 21″ est | « PA00086102 » | Inscrit    | 1984      | Boutique                                       |
| Boutique                                       | 3e   | 67 rue de Turenne                                                              | 48° 51′ 33″ nord, 2° 21′ 52″ est | « PA00086103 » | Inscrit    | 1925      | Boutique                                       |
| Boutique                                       | 3e   | 79 rue Vieille-du-Temple                                                       | 48° 51′ 32″ nord, 2° 21′ 33″ est | « PA00086104 » | Inscrit    | 1925      | Boutique                                       |
| Café-Bar                                       | 3e   | 105 rue du Temple                                                              | 48° 51′ 44″ nord, 2° 21′ 27″ est | « PA00086105 » | Inscrit    | 1984      | Image manquante Téléverser                     |
| Crèmerie                                       | 3e   | 147 rue Saint-Martin                                                           | 48° 51′ 42″ nord, 2° 21′ 06″ est | « PA00086195 » | Inscrit    | 1984      | Crèmerie                                       |
| Pâtisserie                                     | 3e   | 180 rue du Temple                                                              | 48° 52′ 01″ nord, 2° 21′ 47″ est | « PA00086232 » | Inscrit    | 1984      | Pâtisserie                                     |
| Boucherie-charcuterie                          | 4e   | 4 rue Malher                                                                   | 48° 51′ 20″ nord, 2° 21′ 41″ est | « PA00086240 » | Inscrit    | 1984      | Boucherie-charcuterie                          |
| Boucherie chevaline (hôtel de Vibraye)         | 4e   | 15 rue Vieille-du-Temple 56 rue du Roi-de-Sicile                               | 48° 51′ 24″ nord, 2° 21′ 24″ est | « PA00086318 » | Inscrit    | 1964      | Boucherie chevaline (hôtel de Vibraye)         |
| Boulangerie                                    | 4e   | 28 rue des Blancs-Manteaux                                                     | 48° 51′ 34″ nord, 2° 21′ 21″ est | « PA00086335 » | Inscrit    | 1984      | Boulangerie                                    |
| Boulangerie                                    | 4e   | 23 rue des Francs-Bourgeois                                                    | 48° 51′ 25″ nord, 2° 21′ 46″ est | « PA00086241 » | Inscrit    | 1984      | Boulangerie                                    |
| Boulangerie                                    | 4e   | 29 rue des Francs-Bourgeois                                                    | 48° 51′ 26″ nord, 2° 21′ 41″ est | « PA00086242 » | Inscrit    | 1984      | Boulangerie                                    |
| Boulangerie                                    | 4e   | 62 rue de l'Hôtel-de-Ville 2 rue des Barres                                    | 48° 51′ 17″ nord, 2° 21′ 18″ est | « PA00086243 » | Inscrit    | 1928 1984 | Boulangerie                                    |
| Boulangerie                                    | 4e   | 13 rue Malher rue des Rosiers                                                  | 48° 51′ 23″ nord, 2° 21′ 40″ est | « PA00086244 » | Inscrit    | 1984      | Boulangerie                                    |
| Boutique                                       | 4e   | 72 rue Saint-Antoine rue de Turenne                                            | 48° 51′ 17″ nord, 2° 21′ 47″ est | « PA00086246 » | Inscrit    | 1984      | Boutique                                       |
| Boutique                                       | 4e   | 61 rue Saint-Louis-en-l'Île                                                    | 48° 51′ 09″ nord, 2° 21′ 17″ est | « PA00086247 » | Inscrit    | 1926      | Boutique                                       |
| Boutique                                       | 4e   | 120 rue Saint-Martin 59 rue Simon-le-Franc                                     | 48° 51′ 37″ nord, 2° 21′ 06″ est | « PA00086248 » | Inscrit    | 1928      | Boutique                                       |
| Boutique « Bougnat »                           | 4e   | 80 rue François-Miron                                                          | 48° 51′ 19″ nord, 2° 21′ 33″ est | « PA00086245 » | Inscrit    | 1984      | Boutique « Bougnat »                           |
| Crèmerie                                       | 4e   | 63 rue Rambuteau 143 rue Saint-Martin                                          | 48° 51′ 42″ nord, 2° 21′ 06″ est | « PA00086394 » | Inscrit    | 1984      | Image manquante Téléverser                     |
| Crèmerie                                       | 4e   | 6 rue du Pont-Louis-Philippe                                                   | 48° 51′ 17″ nord, 2° 21′ 19″ est | « PA00086254 » | Inscrit    | 1984      | Crèmerie                                       |
| Débit de boisson                               | 4e   | 24 rue Chanoinesse                                                             | 48° 51′ 15″ nord, 2° 21′ 01″ est | « PA00086255 » | Inscrit    | 1984      | Débit de boisson                               |
| Boucherie                                      | 5e   | 6 rue Mouffetard                                                               | 48° 50′ 41″ nord, 2° 20′ 57″ est | « PA00088396 » | Inscrit    | 1984      | Boucherie                                      |
| Boucherie « Terrenoire »                       | 5e   | 18 rue des Fossés-Saint-Jacques                                                | 48° 50′ 44″ nord, 2° 20′ 39″ est | « PA00088395 » | Inscrit    | 1984      | Boucherie « Terrenoire »                       |
| Boulangerie                                    | 5e   | 14 rue Monge                                                                   | 48° 50′ 56″ nord, 2° 20′ 59″ est | « PA00088398 » | Inscrit    | 1984      | Boulangerie                                    |
| Boulangerie-pâtisserie                         | 5e   | 16 rue des Fossés-Saint-Jacques                                                | 48° 50′ 45″ nord, 2° 20′ 38″ est | « PA00088397 » | Inscrit    | 1984      | Boulangerie-pâtisserie                         |
| Boutique                                       | 5e   | 6 rue Frédéric-Sauton                                                          | 48° 51′ 04″ nord, 2° 20′ 57″ est | « PA00088399 » | Inscrit    | 1984      | Boutique                                       |
| Boutique                                       | 5e   | 51 rue de la Montagne-Sainte-Geneviève                                         | 48° 50′ 48″ nord, 2° 20′ 52″ est | « PA00088457 » | Inscrit    | 1984      | Boutique                                       |
| Charcuterie                                    | 5e   | 200 rue Saint-Jacques                                                          | 48° 50′ 45″ nord, 2° 20′ 33″ est | « PA00088401 » | Inscrit    | 1984      | Charcuterie                                    |
| Charcuterie-traiteur « Facchetti »             | 5e   | 134 rue Mouffetard                                                             | 48° 50′ 23″ nord, 2° 21′ 00″ est | « PA00088487 » | Inscrit    | 1990      | Charcuterie-traiteur « Facchetti »             |
| Restaurant « La Bouteille d'or »               | 5e   | 9 quai de Montebello                                                           | 48° 51′ 06″ nord, 2° 20′ 58″ est | « PA00088459 » | Inscrit    | 1984      | Restaurant « La Bouteille d'or »               |
| Crèmerie                                       | 5e   | 202 rue Saint-Jacques                                                          | 48° 50′ 45″ nord, 2° 20′ 33″ est | « PA00088411 » | Inscrit    | 1984      | Crèmerie                                       |
| Boucherie                                      | 6e   | 62 rue de Vaugirard                                                            | 48° 50′ 55″ nord, 2° 19′ 54″ est | « PA00088492 » | Inscrit    | 1984      | Boucherie                                      |
| Boutique                                       | 6e   | 18 rue des Canettes                                                            | 48° 51′ 07″ nord, 2° 20′ 01″ est | « PA00088556 » | Inscrit    | 1984      | Boutique                                       |
| Boutiques                                      | 6e   | 13 rue du Cherche-Midi                                                         | 48° 51′ 04″ nord, 2° 19′ 44″ est | « PA00088493 » | Inscrit    | 1984      | Boutiques                                      |
| Boutique                                       | 6e   | 38 rue Bonaparte                                                               | 48° 51′ 17″ nord, 2° 20′ 01″ est | « PA00088552 » | Inscrit    | 1984      | Boutique                                       |
| Café « La Palette »                            | 6e   | 43 rue de Seine 18 rue Jacques-Callot                                          | 48° 51′ 19″ nord, 2° 20′ 12″ est | « PA00088495 » | Inscrit    | 1984      | Café « La Palette »                            |
| Crèmerie                                       | 6e   | 70 rue Bonaparte                                                               | 48° 51′ 06″ nord, 2° 19′ 59″ est | « PA00088503 » | Inscrit    | 1984      | Crèmerie                                       |
| Débit de boisson                               | 6e   | 1 rue Guisarde                                                                 | 48° 51′ 07″ nord, 2° 20′ 07″ est | « PA00088504 » | Inscrit    | 1984      | Débit de boisson                               |
| Débit de boisson « Au petit Maure »            | 6e   | 26 rue de Seine                                                                | 48° 51′ 20″ nord, 2° 20′ 12″ est | « PA00088505 » | Inscrit    | 1984      | Débit de boisson « Au petit Maure »            |
| Boutique                                       | 7e   | 69 rue du Bac                                                                  | 48° 51′ 19″ nord, 2° 19′ 29″ est | « PA00088672 » | Inscrit    | 1984      | Boutique                                       |
| Boucherie chevaline                            | 7e   | 28 rue Cler                                                                    | 48° 51′ 27″ nord, 2° 18′ 21″ est | « PA00088673 » | Inscrit    | 1984      | Boucherie chevaline                            |
| Boulangerie                                    | 7e   | 64 rue Saint-Dominique                                                         | 48° 51′ 35″ nord, 2° 18′ 31″ est | « PA00088674 » | Inscrit    | 1984      | Boulangerie                                    |
| Boulangerie                                    | 7e   | 112 rue Saint-Dominique                                                        | 48° 51′ 30″ nord, 2° 18′ 07″ est | « PA00088675 » | Inscrit    | 1984      | Boulangerie                                    |
| Boulangerie                                    | 7e   | 56 rue Vaneau                                                                  | 48° 51′ 02″ nord, 2° 19′ 10″ est | « PA00088676 » | Inscrit    | 1984      | Boulangerie                                    |
| Boulangerie                                    | 7e   | 14 avenue de Villars                                                           | 48° 51′ 07″ nord, 2° 18′ 49″ est | « PA00088677 » | Inscrit    | 1984      | Boulangerie                                    |
| Boutique                                       | 7e   | 79 rue du Bac                                                                  | 48° 51′ 16″ nord, 2° 19′ 27″ est | « PA00088761 » | Inscrit    | 1984      | Boutique                                       |
| Boutique                                       | 7e   | 36 rue de Grenelle                                                             | 48° 51′ 14″ nord, 2° 19′ 39″ est | « PA00088678 » | Inscrit    | 1959      | Boutique                                       |
| Boutique                                       | 7e   | 13 rue de Lille                                                                | 48° 51′ 29″ nord, 2° 19′ 52″ est | « PA00088770 » | Inscrit    | 1984      | Boutique                                       |
| Commerce d'alimentation                        | 7e   | 94 rue du Bac                                                                  | 48° 51′ 15″ nord, 2° 19′ 26″ est | « PA00088681 » | Inscrit    | 1984      | Commerce d'alimentation                        |
| Confiserie Debauve & Gallais                   | 7e   | 30 rue des Saints-Pères                                                        | 48° 51′ 19″ nord, 2° 19′ 51″ est | « PA00088787 » | Inscrit    | 1984      | Confiserie Debauve & Gallais                   |
| Crèmerie                                       | 7e   | 41 rue de Bourgogne                                                            | 48° 51′ 26″ nord, 2° 19′ 03″ est | « PA00088683 » | Inscrit    | 1984      | Crèmerie                                       |
| Crèmerie                                       | 7e   | 41 avenue de La Bourdonnais                                                    | 48° 51′ 29″ nord, 2° 17′ 59″ est | « PA00088682 » | Inscrit    | 1984      | Crèmerie                                       |
| Horlogerie                                     | 7e   | 93 rue Saint-Dominique                                                         | 48° 51′ 35″ nord, 2° 18′ 26″ est | « PA00088691 » | Inscrit    | 1984      | Horlogerie                                     |
| Pharmacie                                      | 7e   | 151 rue de Grenelle                                                            | 48° 51′ 28″ nord, 2° 18′ 26″ est | « PA00088796 » | Inscrit    | 1984      | Pharmacie                                      |
| Pharmacie                                      | 7e   | 23 avenue Rapp                                                                 | 48° 51′ 35″ nord, 2° 18′ 04″ est | « PA00088797 » | Inscrit    | 1984      | Pharmacie                                      |
| Pharmacie                                      | 7e   | 54 avenue de La Bourdonnais                                                    | 48° 51′ 23″ nord, 2° 18′ 07″ est | « PA00088795 » | Inscrit    | 1984      | Pharmacie                                      |
| Boulangerie                                    | 8e   | 12 rue des Saussaies                                                           | 48° 52′ 17″ nord, 2° 19′ 05″ est | « PA00088805 » | Inscrit    | 1984      | Boulangerie                                    |
| Boutique                                       | 8e   | 6 rue Chauveau-Lagarde                                                         | 48° 52′ 17″ nord, 2° 19′ 26″ est | « PA00088806 » | Inscrit    | 1984      | Boutique                                       |
| Magasin « Aux Tortues »                        | 8e   | 55 boulevard Haussmann 35, 37 rue Tronchet                                     | 48° 52′ 25″ nord, 2° 19′ 36″ est | « PA00088869 » | Inscrit    | 1984      | Magasin « Aux Tortues »                        |
| Confiserie « Tanrade »                         | 9e   | 18 rue Vignon                                                                  | 48° 52′ 16″ nord, 2° 19′ 35″ est | « PA00088901 » | Inscrit    | 1984      | Confiserie « Tanrade »                         |
| Crèmerie                                       | 9e   | 13 rue de Rougemont                                                            | 48° 52′ 19″ nord, 2° 20′ 45″ est | « PA00088904 » | Inscrit    | 1984      | Crèmerie                                       |
| Épicerie fine « À la mère de famille »         | 9e   | 35 rue du Faubourg-Montmartre                                                  | 48° 52′ 26″ nord, 2° 20′ 32″ est | « PA00088908 » | Inscrit    | 1984      | Épicerie fine « À la mère de famille »         |
| Marchand de miel                               | 9e   | 24 rue Vignon                                                                  | 48° 52′ 18″ nord, 2° 19′ 35″ est | « PA00088990 » | Inscrit    | 1984      | Marchand de miel                               |
| Poissonnerie                                   | 9e   | 24 rue du Faubourg-Montmartre                                                  | 48° 52′ 25″ nord, 2° 20′ 35″ est | « PA00088998 » | Inscrit    | 1984      | Poissonnerie                                   |
| Printemps                                      | 9e   | 2 rue du Havre 64 à 70 boulevard Haussmann 115 à 127 rue de Provence           | 48° 52′ 26″ nord, 2° 19′ 40″ est | « PA00088988 » | Inscrit    | 1975      | Printemps                                      |
| Boucherie                                      | 10e  | 2 rue Perdonnet 24 rue Cail                                                    | 48° 52′ 58″ nord, 2° 21′ 34″ est | « PA00086482 » | Inscrit    | 1984      | Boucherie                                      |
| Débit de boisson                               | 10e  | 24 rue des Messageries 80 rue du Faubourg-Poissonnière                         | 48° 52′ 36″ nord, 2° 20′ 55″ est | « PA00086487 » | Inscrit    | 1984      | Débit de boisson                               |
| Débit de boisson « À l'enseigne du lion d'or » | 10e  | 19 rue Jean-Poulmarch                                                          | 48° 52′ 22″ nord, 2° 21′ 48″ est | « PA00086486 » | Inscrit    | 1984      | Débit de boisson « À l'enseigne du lion d'or » |
| Boulangerie-pâtisserie Beaumarchais            | 11e  | 28 boulevard Beaumarchais                                                      | 48° 51′ 22″ nord, 2° 22′ 07″ est | « PA00086525 » | Inscrit    | 1984      | Boulangerie-pâtisserie Beaumarchais            |
| Boulangerie                                    | 11e  | 45 rue Popincourt                                                              | 48° 51′ 34″ nord, 2° 22′ 33″ est | « PA00086526 » | Inscrit    | 1984      | Boulangerie                                    |
| Boulangerie                                    | 11e  | 153 rue de la Roquette 41 rue de la Folie-Regnault                             | 48° 51′ 34″ nord, 2° 23′ 12″ est | « PA00086527 » | Inscrit    | 1984      | Boulangerie                                    |
| Café-Bar « Le Carrefour »                      | 11e  | 116 avenue Ledru-Rollin                                                        | 48° 51′ 12″ nord, 2° 22′ 39″ est | « PA00086528 » | Inscrit    | 1984      | Café-Bar « Le Carrefour »                      |
| Charcuterie                                    | 11e  | 75 rue Amelot rue Saint-Sabin                                                  | 48° 51′ 34″ nord, 2° 22′ 05″ est | « PA00086529 » | Inscrit    | 1984      | Charcuterie                                    |
| Restaurant « Chardenoux »                      | 11e  | 1 rue Jules-Vallès                                                             | 48° 51′ 09″ nord, 2° 23′ 07″ est | « PA00086553 » | Inscrit    | 1984      | Restaurant « Chardenoux »                      |
| Boulangerie                                    | 12e  | 2 rue Émilio-Castelar 85bis rue de Charenton                                   | 48° 50′ 57″ nord, 2° 22′ 30″ est | « PA00086562 » | Inscrit    | 1984      | Boulangerie                                    |
| Boulangerie                                    | 12e  | 19 rue Montgallet                                                              | 48° 50′ 37″ nord, 2° 23′ 15″ est | « PA00086563 » | Inscrit    | 1984      | Boulangerie                                    |
| Charcuterie                                    | 12e  | 4bis rue Parrot                                                                | 48° 50′ 48″ nord, 2° 22′ 23″ est | « PA00086566 » | Inscrit    | 1984      | Charcuterie                                    |
| Magasin de meubles « Gouffé »                  | 12e  | 46, 48 rue du Faubourg-Saint-Antoine                                           | 48° 51′ 08″ nord, 2° 22′ 21″ est | « PA00125444 » | Inscrit    | 1992      | Magasin de meubles « Gouffé »                  |
| Boulangerie                                    | 13e  | 34 avenue de Choisy                                                            | 48° 49′ 20″ nord, 2° 21′ 48″ est | « PA00086590 » | Inscrit    | 1984      | Boulangerie                                    |
| Boulangerie                                    | 14e  | 105 rue Vercingétorix                                                          | 48° 50′ 04″ nord, 2° 18′ 50″ est | « PA00086612 » | Inscrit    | 1979      | Boulangerie                                    |
| Boulangerie-pâtisserie                         | 14e  | 155 rue d'Alésia 3 rue Furtado-Heine                                           | 48° 49′ 49″ nord, 2° 19′ 10″ est | « PA00086610 » | Inscrit    | 1984      | Boulangerie-pâtisserie                         |
| Boulangerie-pâtisserie                         | 14e  | 45 rue Raymond-Losserand 124 rue du Château                                    | 48° 50′ 06″ nord, 2° 19′ 13″ est | « PA00086611 » | Inscrit    | 1984      | Boulangerie-pâtisserie                         |
| Librairie                                      | 14e  | 10bis rue Roger                                                                | 48° 50′ 07″ nord, 2° 19′ 35″ est | « PA00086626 » | Inscrit    | 1984      | Librairie                                      |
| « Aviatic Bar »                                | 15e  | 354bis rue de Vaugirard                                                        | 48° 50′ 09″ nord, 2° 17′ 38″ est | « PA00086643 » | Inscrit    | 1984      | « Aviatic Bar »                                |
| Boucherie                                      | 15e  | 4 rue d'Alleray                                                                | 48° 50′ 19″ nord, 2° 18′ 02″ est | « PA00086644 » | Inscrit    | 1984      | Boucherie                                      |
| Boucherie                                      | 15e  | 178 rue de la Convention                                                       | 48° 50′ 17″ nord, 2° 17′ 39″ est | « PA00086645 » | Inscrit    | 1984      | Boucherie                                      |
| Boulangerie                                    | 15e  | 108 rue Blomet                                                                 | 48° 50′ 26″ nord, 2° 17′ 58″ est | « PA00086646 » | Inscrit    | 1984      | Boulangerie                                    |
| Boulangerie                                    | 15e  | 70bis rue Dutot                                                                | 48° 50′ 16″ nord, 2° 18′ 28″ est | « PA00086648 » | Inscrit    | 1984      | Boulangerie                                    |
| Boulangerie-pâtisserie-confiserie              | 15e  | 24 rue du Commerce                                                             | 48° 50′ 52″ nord, 2° 17′ 47″ est | « PA00086647 » | Inscrit    | 1984      | Boulangerie-pâtisserie-confiserie              |
| Café « Le Relais du métro »                    | 15e  | 3 boulevard de Grenelle                                                        | 48° 51′ 16″ nord, 2° 17′ 20″ est | « PA00086649 » | Inscrit    | 1984      | Café « Le Relais du métro »                    |
| Crèmerie                                       | 15e  | 10 rue Lecourbe                                                                | 48° 50′ 42″ nord, 2° 18′ 36″ est | « PA00086650 » | Inscrit    | 1984      | Crèmerie                                       |
| Crèmerie                                       | 15e  | 124 rue Saint-Charles                                                          | 48° 50′ 39″ nord, 2° 17′ 00″ est | « PA00086651 » | Inscrit    | 1984      | Crèmerie                                       |
| Boucherie « Lamartine »                        | 16e  | 172 avenue Victor-Hugo                                                         | 48° 51′ 58″ nord, 2° 16′ 37″ est | « PA00086663 » | Inscrit    | 1984      | Boucherie « Lamartine »                        |
| Boulangerie                                    | 16e  | 53 rue de la Tour                                                              | 48° 51′ 39″ nord, 2° 16′ 48″ est | « PA00086664 » | Inscrit    | 1984      | Boulangerie                                    |
| Café-Bar                                       | 16e  | 5 rue Mesnil                                                                   | 48° 52′ 09″ nord, 2° 17′ 06″ est | « PA00086665 » | Inscrit    | 1984      | Café-Bar                                       |
| Crèmerie                                       | 16e  | 169 rue de la Pompe                                                            | 48° 52′ 13″ nord, 2° 16′ 58″ est | « PA00086667 » | Inscrit    | 1984      | Crèmerie                                       |
| Crèmerie                                       | 16e  | 28 rue des Sablons                                                             | 48° 51′ 54″ nord, 2° 16′ 58″ est | « PA00086668 » | Inscrit    | 1984      | Crèmerie                                       |
| Fleuriste « Orève »                            | 16e  | 25 rue de la Pompe                                                             | 48° 51′ 37″ nord, 2° 16′ 30″ est | « PA00086689 » | Inscrit    | 1984      | Fleuriste « Orève »                            |
| Crémerie-épicerie                              | 17e  | 10 rue Gustave-Flaubert                                                        | 48° 52′ 53″ nord, 2° 17′ 55″ est | « PA00086720 » | Inscrit    | 1984      | Crémerie-épicerie                              |
| Boulangerie                                    | 18e  | 128 rue Lamarck                                                                | 48° 53′ 27″ nord, 2° 20′ 00″ est | « PA00086736 » | Inscrit    | 1984      | Boulangerie                                    |
| Boulangerie                                    | 18e  | 159 rue Ordener 31 rue Montcalm                                                | 48° 53′ 36″ nord, 2° 20′ 17″ est | « PA00086737 » | Inscrit    | 1984      | Boulangerie                                    |
| Café-Bar « Le Pigalle »                        | 18e  | 22 boulevard de Clichy                                                         | 48° 52′ 57″ nord, 2° 20′ 14″ est | « PA00086738 » | Inscrit    | 1984      | Image manquante Téléverser                     |
| Boulangerie                                    | 18e  | 48 rue Caulaincourt                                                            | 48° 53′ 21″ nord, 2° 20′ 05″ est | « PA00086735 » | Inscrit    | 1984      | Boulangerie                                    |
| Boulangerie                                    | 19e  | 114 avenue de Flandre                                                          | 48° 53′ 31″ nord, 2° 22′ 43″ est | « PA00086763 » | Inscrit    | 1984      | Boulangerie                                    |
| Boulangerie                                    | 19e  | 83 rue de Crimée                                                               | 48° 53′ 00″ nord, 2° 23′ 06″ est | « PA00086762 » | Inscrit    | 1984      | Boulangerie                                    |
| Boulangerie                                    | 20e  | 43 rue des Envierges 71 rue de la Mare                                         | 48° 52′ 22″ nord, 2° 23′ 21″ est | « PA00086778 » | Inscrit    | 1984      | Boulangerie                                    |
| Charcuterie                                    | 20e  | 108 rue de Bagnolet                                                            | 48° 51′ 35″ nord, 2° 24′ 12″ est | « PA00086779 » | Inscrit    | 1984      | Charcuterie                                    |

## Liste des protections radiées
| Monument | Arrt | Adresse            | Coordonnées                      | Notice         | Protection | Date               | Illustration |
| -------- | ---- | ------------------ | -------------------------------- | -------------- | ---------- | ------------------ | ------------ |
| Boutique | 2e   | 121 rue Montmartre | 48° 52′ 08″ nord, 2° 20′ 35″ est | « PA00086011 » | Inscrit    | 1928 radié en 2013 | Boutique     |